# Stéphane Bissot
Stéphane Bissot (* 25. Oktober 1974 in Rocourt) ist eine belgische Schauspielerin.

## Leben
Bissot wuchs in Brüssel auf. Ihr Vater war Claude Bissot, Mittelstürmer bei Sporting Charleroi und RFC Lüttich und ihre Mutter Designerin. Sie wurde am Brüsseler und am Lütticher Konservatorium zur Schauspielerin ausgebildet. Seit 2000 spielt sie regelmäßig in Filmen, die ersten Jahre auch am Theater.
2005 spielte sie die Hehlerin in Das Kind von Jean-Pierre und Luc Dardenne. Ab 2007 wurde sie als Madame Astrid, Hauptrolle in der Serie Melting Pot Café, bekannt. Ihre Rolle der Françoise im Drama À perdre la raison brachte ihr 2013 eine Nominierung für den Magritte als beste Nebendarstellerin ein. 2016 wirkte sie in der Komödie Ein Dorf sieht schwarz und 2017 in Monsieur Pierre geht online mit.

## Filmographie (Auswahl)
- 2000: Der Schauspielschulenwahnsinn  (Strass) – Regie: Vincent Lannoo
- 2003: Folie privée – Regie: Joachim Lafosse
- 2003: L’Autre – Regie: Benoît Mariage
- 2003: Der Hals der Giraffe (Le Cou de la girafe) – Regie: Safy Nebbou
- 2004: Mon ange – Regie: Serge Frydma
- 2004: Juju factory – Regie: Balufu Bakupa Kanynda
- 2005: Das Kind (L’Enfant) – Regie: Jean-Pierre Dardenne und Luc Dardenne
- 2005: Madonnen – Regie: Maria Speth
- 2006: Sur le mont Josaphat – Regie: Jean-Marc Vervoort
- 2007: Lornas Schweigen (Le Silence de Lorna) – Regie: Jean-Pierre Dardenne und Luc Dardenne
- 2007: Timpetill – Die Stadt ohne Eltern (Les Enfants de Timpelbach) – Regie: Nicolas Bary
- 2007–2010: Melting Pot Café (Fernsehserie, 18 Folgen)
- 2010: Glück auf Umwegen (La Chance de ma vie) – Regie: Nicolas Cuche
- 2010: Ein freudiges Ereignis (Un heureux événement) – Regie: Rémi Besançon
- 2012: À perdre la raison – Regie: Joachim Lafosse
- 2013: La Marche – Regie: Nabil Ben Yadir
- 2013: Die Nonne (La réligieuse) – Regie: Guillaume Nicloux
- 2014: Prêt à tout – Regie: Nicolas Cuche
- 2014: Le Beau Monde – Regie: Julie Lopes-Curval
- 2014: Alleluia – Ein mörderisches Paar (Alleluia) – Regie: Fabrice Du Welz
- 2014: Engrenages (Fernsehserie, 4 Folgen)
- 2015: Sauvez Wendy – Regie: Patrick Glotz
- 2015: Les Chevaliers blancs – Regie: Joachim Lafosse
- 2016: Ein Dorf sieht schwarz (Bienvenue à Marly-Gomont) – Regie: Julien Rambaldi
- 2016: Maman a tort – Regie: Marc Fitoussi
- 2017: Monsieur Pierre geht online (Un profil pour deux) – Regie: Stéphane Robelin
- 2017: Nos patriotes – Regie: Gabriel Le Bomin
- 2017: Grand Froid – Regie: Gérard Pautonnier
- 2017: Marie-Francine – Regie: Valérie Lemercier
- 2018: Mrs. Mills von nebenan (Mme Mills, une voisine si parfaite) – Regie: Sophie Marceau
- 2018: Die purpurnen Flüsse (Les rivières pourpres, Fernsehserie,  2 Folgen)
- 2019: Convoi exceptionnel – Regie: Bertrand Blier
- 2019: Sawah – Regie: Adolf El Assal
- 2019: Je ne rêve que de vous – Regie: Laurent Heynemann
- 2020: Die perfekte Ehefrau (La Bonne Épouse)
- 2020: Bula